# الجدول الزمني لمزاعم علاقة صدام حسين بتنظيم القاعدة
هذا المقال عبارة عن قائمة مرتبة ترتيبًا زمنيًا لمزاعم عن اجتماعات بين أعضاء من القاعدة وأعضاء في حكومة صدام حسين، فضلًا عن معلومات أخرى ذات صلة بنظريات المؤامرة المتعلقة بصدام حسين والقاعدة.

في عام 2003، قال محلل الإرهاب الأمريكي إيفان كولمان في مقابلة:
في حين كان هناك عدد من المؤشرات الاستخبارية الواعدة التي تلمح إلى اجتماعات محتملة بين أعضاء القاعدة وعناصر من نظام بغداد السابق، لم يظهر أي شيء حتى الآن يوضح أن هذه الاتصالات المحتملة كانت تاريخيًا أكثر أهمية من نفس مستوى الاتصال الذي جرى الحفاظ عليه بين أسامة بن لادن وعناصر حاكمة في عدد من دول الخليج المجاورة للعراق، بما في ذلك المملكة العربية السعودية وإيران واليمن وقطر والكويت.
في عام 2006، خلص تقرير عن نتائج ما بعد الحرب من قبل لجنة الاستخبارات في مجلس الشيوخ الأمريكي إلى أنه:
حددت نتائج ما بعد الحرب اجتماعًا واحدًا فقط بين ممثلي القاعدة ونظام صدام حسين جرى الإبلاغ عنه في تقييمات استخبارات ما قبل الحرب. وحددت نتائج ما بعد الحرب حادثتين، لم يبلغ عنهما قبل الحرب، حيث رفض صدام حسين طلبات الاجتماع من أحد عناصر القاعدة. ولم تجد أجهزة المخابرات أي دليل آخر على اجتماعات بين القاعدة والعراق.
كما خلص التقرير نفسه إلى ما يلي:
كان صدام حسين لا يثق بالقاعدة وينظر إلى المتطرفين الإسلاميين على أنهم يشكلون تهديدًا لنظامه، ورفض جميع طلبات القاعدة لتوفير الدعم المادي أو العملياتي.
كانت نتيجة نشر تقرير مجلس الشيوخ الاعتقاد بأن العلاقة الكاملة بين صدام حسين والقاعدة كانت خداعًا رسميًا على أساس انتقاء معلومات استخباراتية محددة عززت قضية الحرب ضد العراق بغض النظر عن مصداقيتها. وجرى ذكر مثال واحد على رد الفعل هذا في مقال إخباري للبي بي سي، والذي جاء فيه:
يتهم الديمقراطيون المعارضون البيت الأبيض بالخداع المتعمد. يقولون إن هذا الكشف يقوض الأساس الذي استندت إليه الولايات المتحدة في حربها على العراق.

## حرب الخليج

### 1988
- بحسب شهادة عضو القاعدة محمد راشد داود العوهلي عام 2001، ألقى أسامة بن لادن محاضرة في باكستان عام 1988. وتحدث خلال هذه المحاضرة ضد صدام حسين وحزب البعث ليحذر مستمعيه من: طموحات صدام التوسعية في الشرق الأوسط.[5]

### 1990

#### مارس
- خلال مقابلة مع بيتر بيرغن، قال خالد باطرفي، وهو صديق قديم لأسامة بن لادن، إن بن لادن توقع بالفعل غزو صدام للكويت وبدأ الاستعدادات للحرب ضد صدام. وبحسب باطرفي، قال بن لادن: «علينا تدريب شعبنا وشبابنا وزيادة جيشنا والاستعداد لليوم الذي نتعرض فيه للهجوم في النهاية. لا يمكن الوثوق بهذا الرجل (صدام)». ومضى باطرفي نفسه ليقول عن بن لادن: «إنه لا يعتقد أن [صدام] مسلم. لذلك لم يحبه ولم يثق به».[6]

#### 2 أغسطس
- جيش صدام حسين يغزو الكويت. ردًا على التهديد المتصور من السعودية، عرض أسامة بن لادن إحضار جيش من المقاتلين الجهاديين لحماية المملكة من صدام. يعتبر قرار العائلة المالكة السعودية طلب المساعدة من القوات الأمريكية بدلًا من جهاديي بن لادن نقطة تحول في حياة بن لادن. إذ أصبح وجود القوات الأمريكية في شبه الجزيرة العربية بعد نهاية حرب الخليج، بالنسبة لبن لادن، دليلًا رئيسيًا على أن الولايات المتحدة كانت في حالة حرب مع الإسلام. وقال الأمير تركي بن فيصل آل سعود، الرئيس السابق لوكالة المخابرات السعودية، المخابرات العامة، مشيرًا إلى بن لادن: «لقد رأيت تغيرات جذرية في شخصيته حيث تغير من رجل هادئ ومسالم ولطيف مهتم بمساعدة المسلمين. إلى شخص يعتقد أنه سيتمكن من حشد وقيادة جيش لتحرير الكويت، وكشف ذلك غطرسته».[7]
- بينما واصل بن لادن معارضة حكومة صدام البعثية، كان أيضًا صريحًا في انتقاد عقوبات الأمم المتحدة ضد العراق.[8] ويذكر الحارس الشخصي لبن لادن أن نواياه لم تشمل تحرير الكويت فحسب، بل شملت أيضًا «إنقاذ الشعب العراقي من هيمنة حزب البعث، كان الشيخ أسامة بن لادن يحلم بذلك».[7]